# Electronic Entertainment Expo 2019
La Electronic Entertainment Expo 2019, más conocida como E3 2019, fue la vigésimo quinta edición de la Electronic Entertainment Expo, y la última de carácter presencial. El evento fue organizado por el Entertainment Software Association (ESA), que tuvo lugar en el Centro de Convenciones de Los Ángeles desde el 11 hasta el 13 de junio de 2019. Muchas empresas celebraron sus conferencias de prensa los días anteriores, con la excepción de Sony, que por primera vez en su historia se saltó el E3.
No se reveló ningún nuevo hardware de juego, aunque Microsoft anunció que estaba comenzando a trabajar en la próxima generación Xbox, mientras que Sony había discutido su propio trabajo preparatorio para las próximas consolas PlayStation, ambas que se espera que lleguen en 2020. La mayoría de los anuncios en el E3 se centraron en nuevos juegos, muchos de los cuales saldrán a la venta desde finales de 2019 hasta principios de 2020. Se hizo especial hincapié en los servicios de suscripción, como Xbox Game Pass y Uplay Plus, así como en los servicios de streaming, como Google Stadia y Microsoft xCloud.

## Formato y cambios

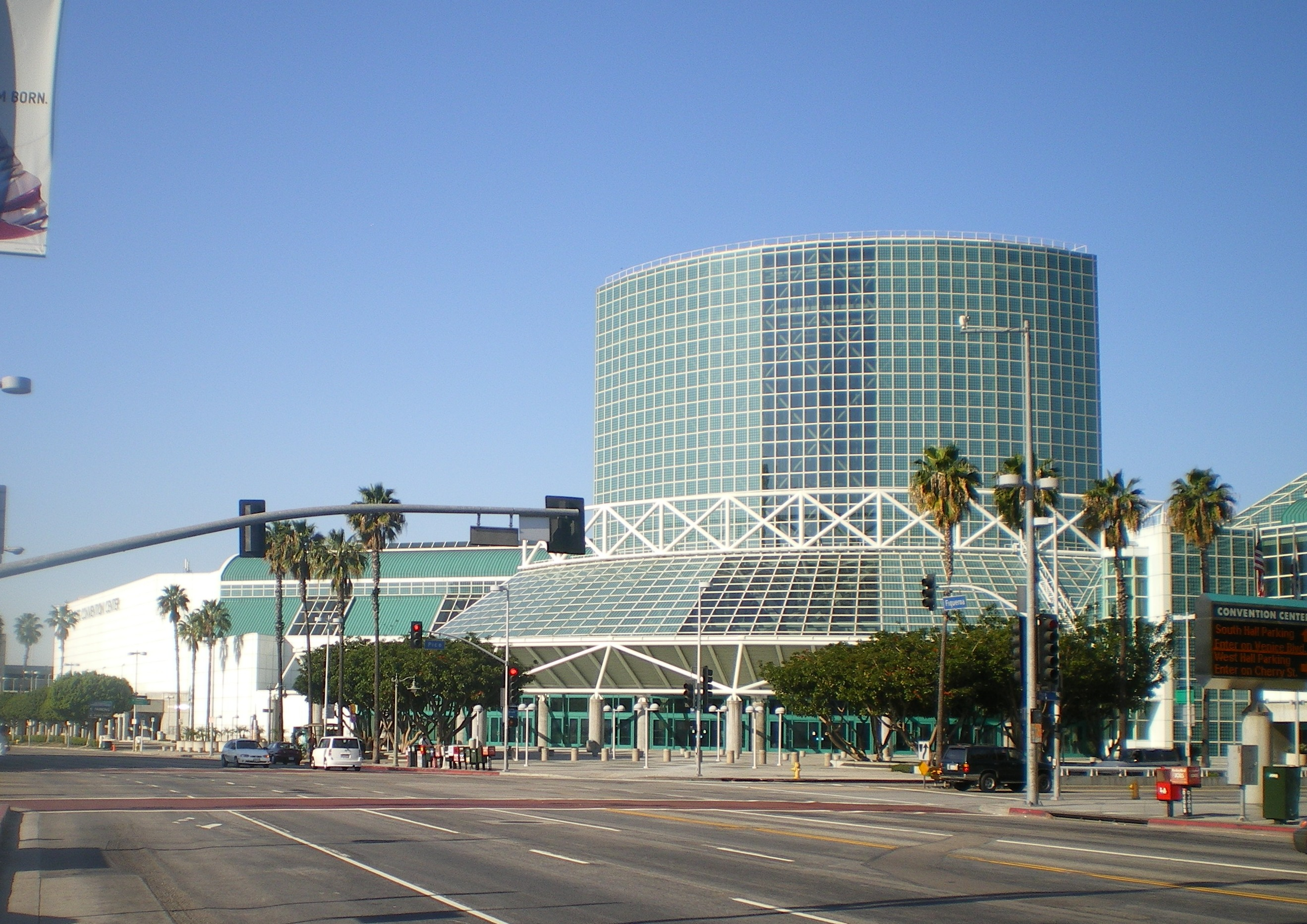
El Centro de Convenciones de Los Ángeles, lugar donde se celebró este evento

La E3 2019 se celebró del 11 al 13 de junio de 2019 en el Centro de Convenciones de Los Ángeles.
En los días previos, las principales empresas distribuidoras de videojuegos celebrarán conferencias de prensa, normalmente como una presentación en vivo en un gran teatro con transmisión en tiempo real, o a través de segmentos pregrabados de transmisión en tiempo real, resaltando los nuevos juegos que están planeados para este y el próximo año. Durante la exposición propiamente dicha, los desarrolladores y editores instalarán stands de exhibición para que los miembros de la industria, la prensa, los representantes de las tiendas y el público puedan probar los nuevos juegos y hablar con los creadores. Se espera que se celebren varios eventos paralelos en lugares cercanos, incluyendo torneos de videojuegos.
Al igual que el E3 2017 y E3 2018, la ESA ofrecerá una cantidad limitada de pases de acceso público al evento.
El contrato actual de la ESA con el Centro de Convenciones de Los Ángeles expira con el E3 2019, y la ESA ha declarado que podría estar buscando otros lugares para el E3 2020 y próximos eventos de la E3. La ESA ha pedido al Centro de Convenciones y a la ciudad espacio adicional en las cercanías, y aunque hay planes de abrir más para el 2020, la ESA no está segura de que esto sea suficiente para el próximo evento.
Sony Interactive Entertainment anunció que no asistirá al E3 2019, después de haber estado presentes en todos los eventos desde su inicio. El CEO de Sony Shawn Layden, declaró en una entrevista en febrero de 2019, que con los cambios en las compras de los minoristas, su propio cambio a menos, pero más títulos de calidad, y la rápida difusión de noticias a través de Internet de que tener una feria comercial hasta junio ya no es útil, por lo que Sony tuvo que crear su propia experiencia Destination PlayStation en febrero, como para asegurar las ventas de los minoristas. Tanto Microsoft como Nintendo han declarado que seguirán asistiendo al E3.

## Conferencias de prensa

### Microsoft
Microsoft dio su conferencia de prensa el 9 de junio de 2019 a la 1:00 p. m. en el Microsoft Theater. También realizarán demostraciones de juegos a través de Inside Xbox el 10 de junio de 2019. La presentación anuncia variedad de juegos entre ellos The Outer Worlds, Bleeding Edge, Ori and the Will of the Wisps, Minecraft Dungeons, Star Wars Jedi: Fallen Order, Blair Witch, Cyberpunk 2077 (incluyendo una breve presentación de Keanu Reeves), Spiritfarer, Battletoads, The Legend of Wright, Microsoft Flight Simulator, Age of Empires II: Definite Edition, Wasteland 3, Psychonauts 2, Lego Star Wars: The Skywalker Saga, Dragon Ball Z: Kakarot, 12 Minutes, Way to the Woods, Gears 5, Dying Light 2, Forza Horizon 4: Lego Speed Champions, State of Decay 2: Heartland, Phantasy Star Online 2, CrossFire X, Tales of Arise, Borderlands 3 y Elden Ring.
Microsoft anunció que muchos de estos juegos, incluidos los de Xbox Game Studios, así como varios títulos de ID@Xbox, estarían disponibles en Xbox Game Pass cuando se lanzara. También anunciaron que el Xbox Game Pass para PC se lanzaría en beta ese mismo día. Double Fine Productions también fue anunciado como un nuevo estudio dentro de Xbox Game Studios. Se estrenó el nuevo mando inalámbrico Xbox Elite. Se introdujo la expansión de las capacidades de streaming de Microsoft xCloud. Microsoft también afirmó que estaba trabajando en su nueva consola de juegos que estaría más dedicada a los juegos, actualmente llamada «Project Scarlett», con Halo Infinite como título de lanzamiento.

### Bethesda Softworks
Bethesda Softworks tuvo su conferencia de prensa el 9 de junio de 2019 a las 5:30 p. m. La presentación anuncia variedad de juegos entre ellos Fallout 76, The Elder Scrolls: Blades, Ghostwire Tokyo, The Elder Scrolls Online, Commander Keen Mobile, The Elder Scrolls: Legends, Rage 2, Wolfenstein: Cyberpilot, Wolfenstein: Youngblood, Deathloop y Doom Eternal. También revelaron su software Orion, un paquete de middleware que tiene como objetivo ayudar a mejorar la velocidad y la latencia de los juegos a través de un stream.

### Devolver Digital
Devolver Digital emitió una presentación preparada para sus nuevos juegos el 9 de junio de 2019. Los juegos presentados incluyen Fall Guys: Ultimate Showdown, Devolver Bootleg, Carrion, Enter the Gungeon, The Messenger y My Friend Pedro.

### UploadVR
UploadVR emitió una presentación pregrabada, incluyendo nuevas revelaciones de juegos, el 10 de junio de 2019. Entre los juegos destacados se encuentran: Budget Cuts 2: Mission Insolvency, Garden of the Sea, The Curious Tales of the Stolen Pet, Pistol Whip VR, Golem, Hotel RnR, I Expect You to Die: Seat of Power, Echo Arena , Arizona Sunshine, Hotdogs, Horseshoes & Hand Grenades, Angry Birds VR y Boneworks.

### PC Gaming Show
PC Gamer presentó su evento de PC Gaming Show el 10 de junio de 2019. Entre los desarrolladores y editores presentados se encuentran Annapurna Interactive, Chucklefish, Digital Extremes, Digital Uppercut, Epic Games, E-WIN, Fatshark, Fellow Traveller, Frontier Developments, Funcom, Modus Games, Paradox Interactive, Perfect World Entertainment, Raw Fury, Rebellion, Re-Logic, y Tripwire Interactive.
La presentación anuncia gran variedad de juegos entre ellos Evil Genius 2, Vampire: The Masquerade – Bloodlines 2, Starmancer, Chivalry 2, Mosiac, Midnight Ghost Hunt, Unexplored 2: A Wayfarer's Journey, Mutant Year Zero, Conan Unconquered, Moons of Madness, Conan: Chop-Chop, Last Oasis, Age of Wonders: Planetfall, Zombie Army 4, Remnant: From the Ashes, Griftlands, Planet Zoo, Shenmue III, Songs of Conquest, Warhammer: Vermintide 2, Per Aspera, Ancestors: The Humankind Odyssey, Auto Chess, CrisTales, Valfaris, Borderlands 3, Maneater, Terraria, Telling Lies, Warframe, Genesis Noir, El Hijo y Baldur's Gate III.

### Limited Run Games
Limited Run Games una editorial boutique, emitió su conferencia de prensa el 10 de junio de 2019. La compañía anunció más de cincuenta lanzamientos planeados de varios juegos independientes para Nintendo Switch, PlayStation 4, Nintendo 3DS, así como varios títulos para la PlayStation Vita. Además, anunciaron ediciones para coleccionistas de varios juegos antiguos de LucasArts de la serie Star Wars y de la serie Monkey Island.
Los juegos que se anunciaron fueron Night in the Woods. Para el PSVita sus últimos juegos físicos son Deadbolt, Guacamelee, Super Mutant Alien Assault, Pix the Cat, Revenant Dogma, Mutant Blobs Attack, Rocketbirds Hardboiled Chicken, Rocketbirds 2: Evolution, Atari Flashback Classics, Super Meat Boy, Damascus Gear Operation Osaka, Damascus Gear Operation Tokyo y Metal Slug 3. También lanzaron un juego de los Power Rangers llamado Power Rangers: Battle for the Grid.

### Ubisoft
Ubisoft tuvo su conferencia de prensa el 10 de junio de 2019 a la 1:00 p. m. La presentación anuncia variedad de juegos entre ellos Watch Dogs: Legion, Tom Clancy's Rainbow Six Siege, Brawlhalla, Tom Clancy's Ghost Recon Breakpoint, Tom Clancy's Elite Squad, Just Dance 2020, For Honor, Tom Clancy's Rainbow Six Quarantine, Tom Clancy's The Division 2, Roller Champions y Gods and Monsters.
Ubisoft anunció su servicio de suscripción «UPlay Plus» a su catálogo de juegos para usuarios de PC y más tarde en Google Stadia, a partir de septiembre de 2019. Además de los juegos, Ubisoft anunció que habrá una gira sinfónica de Assassins' Creed en 2019, con música de los distintos juegos. Rob McElhenney anunció que producirá y protagonizará una serie inspirada en Ubisoft llamada Mythic Quest para Apple TV.

### AMD
Por primera vez para la compañía, AMD ofrecerá su primera conferencia de prensa, titulada "Next Horizon Gaming", el 10 de junio de 2019.

### Kinda Funny Games
Kinda Funny Games transmitió su presentación el 10 de junio de 2019. Entre los juegos que se presentaron se encuentran: CastleStorm 2, Stronghold: Warlords, Lucifer Within Us, Funtime, Half Past Fate, Superliminal y Undying.

### Square Enix
Square Enix transmitió su conferencia de prensa el 10 de junio de 2019 a las 6:00 p. m. Este espacio había sido ocupado previamente por Sony y lo ha utilizado para su conferencia de prensa en eventos anteriores. La presentación anuncia variedad de juegos entre ellos Final Fantasy VII Remake, Life Is Strange 2, Final Fantasy Crystal Chronicles, Octopath Traveler, The Last Remnant Remastered, Dragon Quest Builders 2, Dragon Quest XI, Circuit Superstars, Kingdom Hearts III, Battalion 1944, Final Fantasy XIV, Dying Light 2, Romancing Saga 3, SaGa: Scarlet Grace, Final Fantasy Brave Exvius, War of the Visions: Final Fantasy Brave Exvius, Outriders, Oninaki, Final Fantasy VIII y Marvel's Avengers.

### Nintendo
Nintendo realizó una presentación de E3 Nintendo Direct el 11 de junio de 2019. Los juegos presentados incluyeron Super Smash Bros. Ultimate, Dragon Quest XI, Luigi's Mansion 3, The Dark Crystal: Age of Resistance - Tactics, The Legend of Zelda: Link's Awakening, Trials of Mana, Collection of Mana, The Witcher 3: Wild Hunt - Complete Edition, Fire Emblem: Three Houses, Resident Evil 5, Resident Evil 6, No More Heroes III, Contra: Rogue Corps, The Contra Collection, Daemon X Machina, Panzer Dragoon, Pokémon Sword and Shield, Astral Chain, Empire of Sin, Marvel Ultimate Alliance 3: The Black Order, Cadence of Hyrule, Mario & Sonic at the Tokyo 2020 Olympic Games, Animal Crossing: New Horizons y una secuela de The Legend of Zelda: Breath of the Wild.

## Otros eventos

### Google Stadia
Aunque Google no asistió al E3 2019, presentó información detallada sobre su plataforma de transmisión de videojuegos Google Stadia el 6 de junio de 2019, justo antes del evento. Entre los juegos destacados durante la presentación de la plataforma Stadia destacan Baldur's Gate 3, Tom Clancy's Ghost Recon Breakpoint, Gylt, Get Packed, Tom Clancy's The Division 2 y Destiny 2.

### Bungie
Bungie realizó una presentación en streaming sobre los próximos cambios en Destiny 2 el 6 de junio de 2019, después de la presentación de Google en Stadia. Entre los principales cambios anunciados se incluyen la revelación de su próxima gran expansión, Shadowkeep, la adopción de un modelo free-to-play, el almacenamiento cruzado entre plataformas, el cambio de la distribución de PC de Battle.net a Steam, y el nuevo soporte para Google Stadia.

### Electronic Arts
Como en los últimos E3, Electronic Arts (EA) no participó directamente con el E3, sino que celebró su evento público EA Play la semana anterior al E3, del 7 al 9 de junio de 2019, en el Hollywood Palladium. EA también renunció a cualquier informe de prensa y en su lugar ofreció múltiples streams en directo el 8 de junio de 2019 para sus juegos, centrándose en Star Wars Jedi: Fallen Order, Apex Legends, Battlefield V, FIFA 20, Madden NFL 20 y The Sims 4. Durante estas transmisiones, la compañía también anunció tres nuevos títulos para sus programas EA Originals, RustHeart de GlowMade, Lost in Random de Zoink, y un título sin nombre de Hazelight Studios.

### Nintendo
Nintendo volverá a organizar competiciones para Super Smash Bros. Ultimate y Splatoon 2, así como un torneo para el recientemente anunciado Super Mario Maker 2 el 8 de junio de 2019. También harán demostraciones de juegos a través de su evento Treehouse Live durante la convención.

### E3 Coliseum
El E3 Coliseum, un evento paralelo diseñado en torno a la interacción pública con los desarrolladores y editores, volverá al E3 este año. Entre las presentaciones más destacadas se encuentran:
- Desarrollador de contenidos/servicio de streaming Netflix mantendrá un panel en el E3 relacionado con su contenido y los esfuerzos asociados a los videojuegos.[55]
- Geoff Keighley será el anfitrión del panel de Psychonauts 2 con Tim Schafer y Jack Black.[56]
- Los escritores y productores de la serie de televisión Los Simpson tendrán un panel.[57]

### FortniteBlock Party
Epic Games organizará un evento de dos días el 14 y 15 de junio de 2019 en The Forum en Inglewood para centrarse en varias actividades de Fortnite. Esto incluirá el segundo evento de Fortnite Celebrity Pro-Am.

## Lista de videojuegos
Esta es una lista de títulos notables que serán anunciados por sus desarrolladores o editores antes y/o durante el E3 2019.
| 2K Games - Borderlands 3 (PC / PS4 / Xbox One / Stadia) Activision - Call of Duty: Modern Warfare (PC / PS4 / Xbox One) Annapurna Interactive - 12 Minutes (PC / Xbox One) Atlus - Catherine: Full Body (PS4 / PS Vita) - Persona 5 Royal (PS4) - Persona Q2: New Cinema Labyrin (3DS) Bandai Namco - Code Vein (PC / PS4 / Xbox One) - Dragon Ball Z: Kakarot (PC / PS4 / Xbox One) - Elden Ring (PC / PS4 / Xbox One) - Ni no Kuni: Wrath of the White Witch (PC / PS4 / Switch) - Tales of Arise (PC / PS4 / Xbox One) Bethesda Softworks - Commander Keen (Android / iOS) - Deathloop (TBA) - Doom Eternal (PC / PS4 / Switch / Xbox One) - Fallout 76 (PC / PS4 / Xbox One) DLC - GhostWire: Tokyo (TBA) - Rage 2 (PC / PS4 / Xbox One / Stadia) - Wolfenstein: Cyberpilot (VR) - Wolfenstein: Youngblood (PC / PS4 / Switch / Xbox One / Stadia) - The Elder Scrolls: Blades (Android / iOS / Switch) - The Elder Scrolls: Legends (Android / iOS / PC) - The Elder Scrolls Online (PC / PS4 / Xbox One / Stadia) Bigben Interactive - Bee Simulator (PC / PS4 / Switch / Xbox One) - Farmer's Dynasty (PC / PS4 / Switch / Xbox One) - The Fisherman – Fishing Planet (PS4 / Xbox One) - Overpass (PC / PS4 / Switch / Xbox One) - Paranoia: Happiness is Mandatory (PC) - The Sinking City (PC / PS4 / Xbox One) - Werewolf: The Apocalypse – Earthblood (PC / PS4 / Xbox One) - WRC 8 (PC / PS4 / Switch / Xbox One) Bungie - Destiny 2 (PC / PS4 / Xbox One / Stadia) Capcom - Monster Hunter: World (PC / PS4 / Xbox One)DLC CD Projekt Red - Cyberpunk 2077 (PC / PS4 / Xbox One) - The Witcher 3: Wild Hunt - Complete Edition (Switch) Devolver Digital - Carrion (PC / TBA) - Devolver Bootleg (PC) - Enter the Gungeon: House of the Gundead (Arcade) - Fall Guys: Ultimate Showdown (PC / PS4) - My Friend Pedro (PC / Switch) - The Messenger (PC / PS4 / Switch) Digital Extremes - Warframe (PC / PS4 / Switch / Xbox One) Desk Works - RPG Time: The Legend of Wright (Android / iOS / PC / Xbox One) Electronic Arts - Anthem (PC / PS4 / Xbox One)DLC - Apex Legends (PC / PS4 / Xbox One)DLC - Battlefield VDLC - FIFA 20 (PC / PS4 / Switch / Xbox One) - Lost in Random - Madden NFL 20 (PC / PS4 / Xbox One) - RustHeart - Star Wars Jedi: Fallen Order (PC / PS4 / Xbox One) - The Sims 4 (PC)DLC | Epic Games - Fortnite: Battle Royale (Android / iOS / PC / PS4 / Switch / Xbox One) Frontier Developments - Planet Zoo (PC) Happy Bee - Way to the Woods (PC / Xbox One) inXile Entertainment - Wasteland 3 (PC / PS4 / Xbox One) Konami - Contra Anniversary Collection (PC / PS4 / Switch / Xbox One) - Contra: Rogue Corps (PC / PS4 / Switch / Xbox One) Lionsgate Games - Blair Witch (PC / Xbox One) Marvelous - No More Heroes III (Switch) Modus Games - Ary and the Secret of Seasons (PC / PS4 / Switch / Xbox One) - Bear With Me: The Lost Robots (PC / PS4 / Switch / Xbox One) - Lost Words: Beyond the Page (PC / PS4 / Xbox One) - Trine 4: The Nightmare Prince (PC / PS4 / Switch / Xbox One) Natsume - Cosmic Defenders (Switch) - Harvest Moon: Mad Dash (PS4 / Switch) - Reel Fishing: Road Trip Adventure (PS4 / Switch) Netflix - Stranger Things 3: The Game (Android / iOS / PC / PS4 / Switch / Xbox One) Nintendo - Animal Crossing: New Horizons (Switch) - Astral Chain (Switch) - Cadence of Hyrule (Switch) - Daemon X Machina (Switch) - Fire Emblem: Three Houses (Switch) - Luigi's Mansion 3 (Switch) - Marvel Ultimate Alliance 3: The Black Order (Switch) - Pokémon Sword and Pokémon Shield (Switch) - Secuela de The Legend of Zelda: Breath of the Wild (Switch) - Splatoon 2 (Switch) - Super Mario Maker 2 (Switch) - Super Smash Bros. Ultimate (Switch) - The Legend of Zelda: Link's Awakening (Switch) NIS America - The Legend of Heroes: Trails of Cold Steel III (PS4) Paradox Interactive - Vampire: The Masquerade – Bloodlines 2 (PC / PS4 / Xbox One) Private Division - The Outer Worlds (PC / PS4 / Xbox One) Rebellion Developments - Evil Genius 2 (PC) Sega - Judgment (PS4) - Mario & Sonic at the Tokyo 2020 Olympic Games (Switch) - Phantasy Star Online 2 (PC / Xbox One) Smilegate - Crossfire X (Xbox One) | Square Enix - Battalion 1944 (PC) - Circuit Superstars (PC / PS4 / Switch / Xbox One) - Collection of Mana (PC / PS4 / Switch / PC) - Dragon Quest XI S (Switch) - Dragon Quest Builders 2 (PS4 / Switch) - Dying Light 2 (PC / PS4 / Xbox One) - Final Fantasy VII Remake (PS4) - Final Fantasy VIII Remastered (PC / PS4 / Switch / Xbox One) - Final Fantasy XIV (PC / PS4) - Final Fantasy Crystal Chronicles: Remastered Edition (Android / iOS / PS4 / Switch) - Kingdom Hearts III (PS4 / Xbox One) - Life Is Strange 2 (PC / PS4 / Xbox One) - Marvel's Avengers - Octopath Traveler (PC) - Oninaki (PC / PS4 / Switch) - Outriders (PC / PS4 / Xbox One) - Romancing SaGa 3 (Android / iOS / PC / PS4 / Switch / Vita / Xbox One) - SaGa: Scarlet Grace Ambitions (Android / iOS / PC / PS4 / Switch) - The Last Remnant Remastered (Switch) - Trials of Mana (PS4 / Switch) - War of the Visions: Final Fantasy Brave Exvius (Android / iOS) Starbreeze Studios - Psychonauts 2 (PC / PS4 / Xbox One) Team 17 - Yooka-Laylee and the Impossible Lair (PC / PS4 / Switch / Xbox One) Thunder Lotus Games - Spiritfarer (PC / PS4 / Switch / Xbox One) THQ Nordic - Darksiders Genesis (PC / PS4 / Switch / Xbox One / Stadia) - Desperados III (PC / PS4 / Xbox One) - Destroy All Humans! (PC / PS4 / Xbox One) - SpongeBob SquarePants: Battle for Bikini Bottom – Rehydrated (PC / PS4 / Switch / Xbox One) Tripwire Interactive - Maneater (PC) Ubisoft - For Honor (PC / PS4 / Xbox One)DLC - Gods & Monsters (PC / PS4 / Switch / Xbox One) - Just Dance 2020 (PS4 / Switch / Wii / Xbox One / Stadia) - Roller Champions (PC) - Tom Clancy's Ghost Recon Breakpoint (PC / PS4 / Xbox One) - Tom Clancy's Rainbow Six Siege (PC / PS4 / Xbox One) - Tom Clancy's The Division 2 (PC / PS4 / Xbox One) - Watch Dogs: Legion Xbox Game Studios - Age of Empires II: Definitive Edition (PC) - Battletoads (PC / Xbox One) - Bleeding Edge (PC / Xbox One) - Forza Horizon 4: Lego Speed Champions (PC / Xbox One)DLC - Gears 5 (PC / Xbox One) - Gears Pop! (iOS / Android) - Halo Infinite (PC / Scarlett / Xbox One /) - Minecraft: Dungeons (PC / PS4 / Switch / Xbox One) - Microsoft Flight Simulator (PC / Xbox One) - Ori and the Will of the Wisps (PC / Xbox One) - Sea of Thieves (PC / Xbox One)DLC - State of Decay 2: Heartland (PC / Xbox One)DLC |